# Chalaquito
Il Chalaquito è un cocktail la cui base è costituita dal liquore pisco.

## Composizione
- 2/3 di pisco
- 1/3 di succo di limone
- 1/2 cucchiaio di zucchero
- 1 spruzzo di angostura
- Un bianco d'uovo
- Ghiaccio in cubetti
- Soda water

## Preparazione
Viene preparato nello shaker agitando a lungo. Va servito riempiendo un bicchiere a ¾ ed aggiungendo infine la soda water.